# Ermon de Jerusalém
Ermon de Jerusalém, também chamado de Hermas, foi um bispo de Élia Capitolina no século IV. Ele foi o sucessor de Zamudas, com o início de seu episcopado ocorrendo em duas datas distintas, dependendo da fonte: 300 d.C. ou 283 d.C.. Quase nada mais se sabe sobre ele e sua morte ocorreu por volta de 314 d.C. (pode ter sido também 312 ou 313 d.C.).

## Vida e obras
De acordo com a tradição da Igreja, ele enviou missionários à cidade de Hersones (na Crimeia). Um deles, Santo Efrém, seguiu de lá para pregar o evangelho na nascente do Rio Danúbio, enquanto que outro, São Basílio, permaneceu ali. Quando ambos foram martirizados, Ermon enviou mais três missionários para continuarem o trabalho. Em 303 d.C., o imperador romano Diocleciano (r. 284 - 305) começou uma nova perseguição aos cristãos e São Procópio, um nativo de Jerusalém e um intérprete da Igreja de Citópolis, estava entre os mártires.